# Igor Lumpert

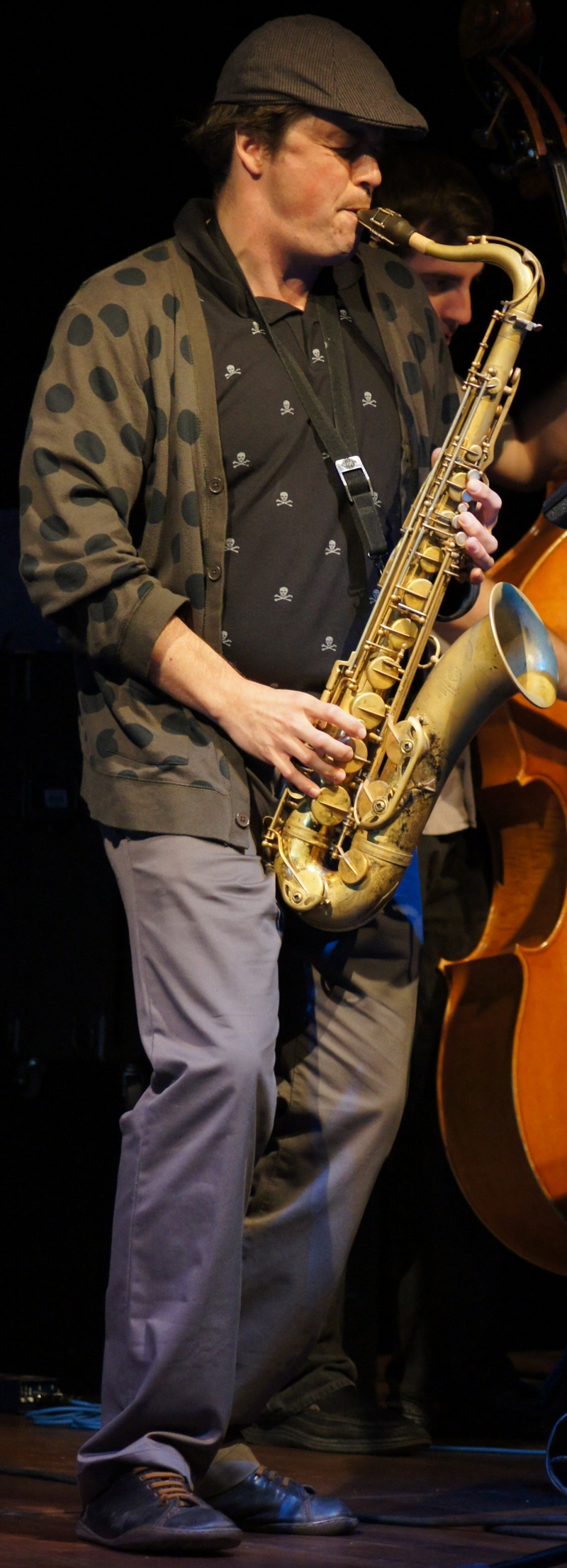
Igor Lumpert (2011)

Igor Lumpert (* 27. Oktober 1975 in Novo Mesto) ist ein slowenischer Jazzmusiker (Tenorsaxophon, Komposition).

## Leben und Wirken
Lumpert studierte am Bruckner-Konservatorium in Linz bei Doug Hammond und Harry Sokal.  Nach Abschluss seines Studiums setzte er auf Anregung Reggie Workmans seine Ausbildung mit einem Stipendium 2000 an der New School University in New York City fort. Dort hatte er Unterricht bei George Garzone, Reggie Workman, Buster Williams, Chico Hamilton und Billy Harper.  Mit Kristina Brodersen, Matthias Schriefl, Rolf Langhans, Andreas Kurz und Christian Lettner gehörte er ab 1998 der Band The Sidewinders an, die 1999 den Biberacher Jazzpreis erhielt. 2002 war er Mitglied des New School All-Star Wayne Shorter Ensemble. Mit seiner Band Innertextures entstand ein erstes Album, das 2004 erschien, gefolgt on Mineral Mind (2011). Er arbeitete ab den 2000er-Jahren außerdem mit Aljoša Jerič (The Venice Session, 2004) und Igor Lunder. 2011 nahm er mit Chris Tordini und Nasheet Waits in Ljubljana das Album Innertextures Live (Clean Feed Records) auf. 2018 legte er das Album Igor Lumpert & Innertextures: Eleven (Clean Feed Records) vor.